# Institut de la Russie moderne

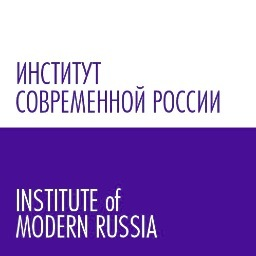
Logo de l'Institut de la Russie moderne

L'Institut de la Russie moderne (ou  IMR pour Institute of Modern Russia) est une organisation à but non lucratif qui se présente comme non-partisane ; un groupe de réflexion (Think-tank) dont le siège est à New York, créé en février 2010 par des experts en relations russo-américaines et droits de l'homme. L'Institut s'est donné pour mission promouvoir les valeurs démocratiques, des droits de l'homme et de l'état de droit, ainsi que le développement de la société civile en Russie. Ce Think-tank promeut aussi un dialogue américano-russe visant l'intégration d'une Russie moderne « dans la communauté des démocraties ».

## Objectif
Selon l'IMR, sa mission se définit comme suit : 
« par ses recherches, ses activités de plaidoyer, ses événements publics et l'octroi de subventions, l'IMR s'engage à promouvoir les valeurs démocratiques, le respect des droits de l'homme et de l'état de droit, et le développement de la société civile en Russie ; la promotion d'un dialogue américano-russe fondé sur des principes et l'intégration d'une Russie moderne et tournée vers l'avenir dans la communauté des démocraties ».

## Statuts juridiques
L'IMR est une organisation caritative publique fédérale, constituée dans l'Etat du New Jersey et exonérée d'impôt en vertu de l'article 501(c)(3).

## Gouvernance
Le président de l'IMR est Pavel Khodorkovsky, fils de Mikhail Khodorkovsky. 

Les conseillers de l'Institut comprennent Vladimir V. Kara-Murza, Richard Sakwa et Andrei Piontkovsky. 

Lyudmila Alexeyeva a été administratrice de l'Institut.

## The Interpreter
C'est le projet majeur porté par le Think-tank.
The Interpreter ("le traducteur",  en Français) est un journal quotidien en ligne, créé en mai 2013. Il traduit en anglais divers médias et blogs russophones. Il publie aussi des documents originaux (articles, analyses, rapports,  éditoriaux, interviews...). 
Son objectif est de rendre le monde russophone plus accessible aux journalistes, analystes, décideurs politiques, diplomates et profanes occidentaux. 
Ses domaines d'intérêt sont les politiques, actions et stratégies gouvernementales russes dans les affaires étrangères et nationales ; The Interpreter cherche notamment à décrypter les politiques étrangères agressives de la Russie vis à vis de l'Europe de l'Est (ex-URSS) ; l'état socioéconomique de la fédération de Russie, la guerre menée par la Russie en Ukraine et son intervention en Syrie.
Après les évènements de la révolution orange (2004) et de l'Euromaïdan (2013) à Kiev en Ukraine, The Interpreter's Ukraine a ouvert un blog en direct afin de documenter, chemin faisant, une révolution qui est finalement devenue une guerre sur le sol européen. 

Le journal fait régulièrement le point (et publie des reportages) sur l'annexion de la Crimée par la Russie, sur l'insurrection maskirovka dans le Donbass, sur le bombardement de l'Ukraine, la destruction du MH17 et le « cessez-le-feu » de Minsk II.
Le site a aussi traduit : 
- un rapports sur des présomptions de corruption liée aux Jeux olympiques d'hiver de Sotchi en 2014 co-écrit par Leonid Martinyuk et Boris Nemtsov (assassiné à Moscou un an plus tard) ;
- un rapport de la Fondation anti-corruption d'Alexey Navalny ;
- une études indépendantes (source d'un débat international) « La menace de l'irréalité », un regard sur la désinformation et la propagande contemporaines du Kremlin ;
- une étude intitulée « Une invasion sous un autre nom »,
- une histoire presque complète de la « sale guerre » du Kremlin en Ukraine, document qui s'est fortement appuyée sur ce que les enquêteurs et militants russes avaient découvert au sujet de leur propre tromperie gouvernementale.

Depuis l'intervention russe en Syrie, faite sous la bannière de la lutte contre le terrorisme, The Interpreter surveille avec une attention particulière les actions de la Russie au Moyen-Orient.
En janvier 2016, ce magazine a été absorbé par Radio Free Europe/Radio Liberty  mais son rédacteur en chef reste Michael D. Weiss.